# Campionat del Món de motociclisme de velocitat de 500cc
|  | «500cc» redirigeix aquí. Vegeu-ne altres significats a «500cc (motocròs)». |

El Campionat del Món de motociclisme de velocitat de 500cc, regulat per la FIM, fou la màxima competició internacional de motociclisme de velocitat en la cilindrada de 500 cc. Coneguda com a "classe de 500 cc" (en anglès, 500 cc class), era una de les diverses categories en què es disputava el Campionat del Món, amb les seves curses formant part dels Grans Premis al costat de les de les altres cilindrades. Es disputà entre 1949 i 2001, esdevenint MotoGP a partir de la temporada de 2002.

## Història
La classe de 500 cc s'ha disputat de forma ininterrompuda durant 53 anys, des del naixement del Mundial fins a la temporada de 2001. Durant més de mig segle, doncs, ha estat la categoria amb major cilindrada (tret de les temporades de 1977 a 1979, en què va existir el mundial de Fórmula 750) i també la més prestigiosa. Al seu temps, era coneguda com a la "Categoria Reina" del motociclisme.
La història de la categoria es divideix en dues etapes: la primera, dominada per motocicletes europees i motors de 4 temps i la segona, dominada per motocicletes japoneses amb motors de 2 temps. Els motors de 4 temps havien dominat totes les edicions del campionat fins al 1974, però l'arribada dels japonesos va fer canviar els tipus de motors i orientar-los fermament a la tècnica dels dos temps a partir de la següent temporada. De fet, durant la dècada del 1970, l'evolució dels materials i els nous sistemes de refrigeració líquida havien resolt definitivament els tradicionals problemes de ruptura dels motors (per culpa, especialment, de la manca de qualitat dels components i sobretot, de l'excés de temperatura). Amb motiu del Gran Premi d'Alemanya del 1976, celebrat el 29 d'agost al circuit de Nürburgring, es va registrar la darrera victòria d'una moto de 4 temps en una cursa de 500cc (juntament amb la darrera victòria de la llarga carrera de Giacomo Agostini, qui hi guanyà amb la MV Agusta).
Durant els darrers 25 anys de la història de la classe de 500 cc, es va produir un augment progressiu i continu de la diversitat tecnològica entre les motos de producció "de carrer", normalment de quatre temps, i les de competició, totes de dos temps, cosa que posà de manifest la impossibilitat de transferir a les cadenes de producció les millores tecnològiques experimentades a les curses, amb el consegüent malbaratament de recursos tècnics i econòmics. Finalment, la categoria va ser suprimida un cop acabada la temporada del 2001 i substituïda d'ençà del 2002 per la nova MotoGP. Aquesta nova "categoria reina" preveu una diversificació dels límits de pes i de cilindrada per als motors de dos i quatre temps, amb l'objectiu evident de fomentar l'ús de aquesta segona tecnologia.

## Reglament
La darrera versió del reglament per a la categoria dels 500cc (vigent del 1993 al 2001), establia un pes mínim de les motocicletes de 100 kg per a motos amb motors bicilíndrics, 115 per a les tricilíndriques i 130 per a les de quatre cilindres.
Pel que fa a la identificació de la motocicleta, els espais porta-números (un al davant i dos de laterals, un a cada banda) havien de ser grocs amb els números negres.

### Criteris de puntuació
El primer criteri per a assignar punts als pilots, adoptat el 1949, ha experimentat nombroses variacions al llarg de la història, fins al punt que, aplicant a cada campionat els criteris dels següents o anteriors, de vegades resulta un guanyador diferent del títol de pilots o del de constructors. Del 1949 al 1976 existia un límit de resultats vàlids per tal d'evitar que, amb una sèrie ininterrompuda de bones classificacions, afavorides sovint per pilots retirats durant la cursa, es pogués arribar a guanyar el campionat sense haver obtingut cap victòria en Gran Premi. El 1976, en canvi, es van considerar només les sis millors posicions: havent dividit el campionat en dues meitats, es van considerar vàlids els tres millors resultats de les cinc primeres curses i els tres millors de les cinc darreres de la temporada.
Pel que fa a l'aspecte numèric de la puntuació, el 1949 es van assignar punts als primers cinc pilots classificats de cada cursa, a més d'un punt a l'autor de la volta més ràpida. L'any següent, es van assignar punts als sis primers classificats, eliminant el punt addicional per a la volta ràpida. Del 1969 al 1988, la puntuació es va ampliar cada vegada més fins a arribar als 15 primers classificats, mentre que el 1993 es va modificar amb l'increment de la puntuació dels tres primers classificats.
Per a l'assignació dels punts relacionats amb el títol de constructors, es consideren els punts assignats als pilots, però només se sumen els obtinguts per la millor posició en cursa de cada equip.

## Models destacats
Són nombrosos els models de motocicleta de Gran Premi que han fet història dins la categoria dels 500cc. Per tal d'esmentar-ne alguns, cal recordar aquests:
| - AJS E90 500 "Porcupine" - Aprilia RSW 500 - Cagiva C594 - Cagiva V593 - Cagiva C589 | - Gilera 500 4C - Honda NSR 500 - Honda NS 500 - Honda NR 500 - Kawasaki KR500 | - Moto Guzzi 8 cilindres - MV Agusta 500 3C - Norton 500 Manx - Suzuki RGV G 500 - Yamaha YZR 500 |

### Galeria d'imatges

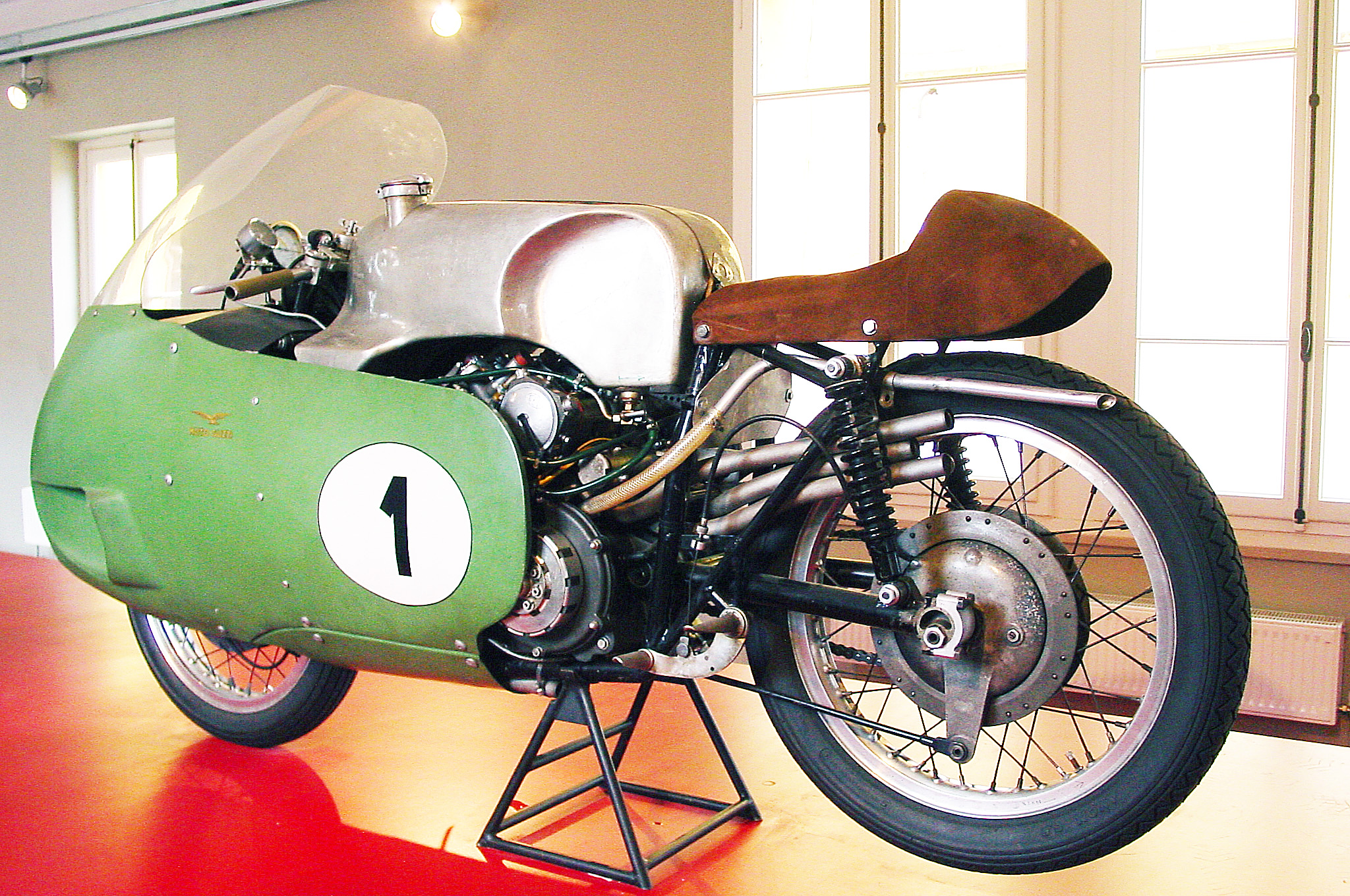
Moto Guzzi V8 "Ottocilindri" dels volts de 1957
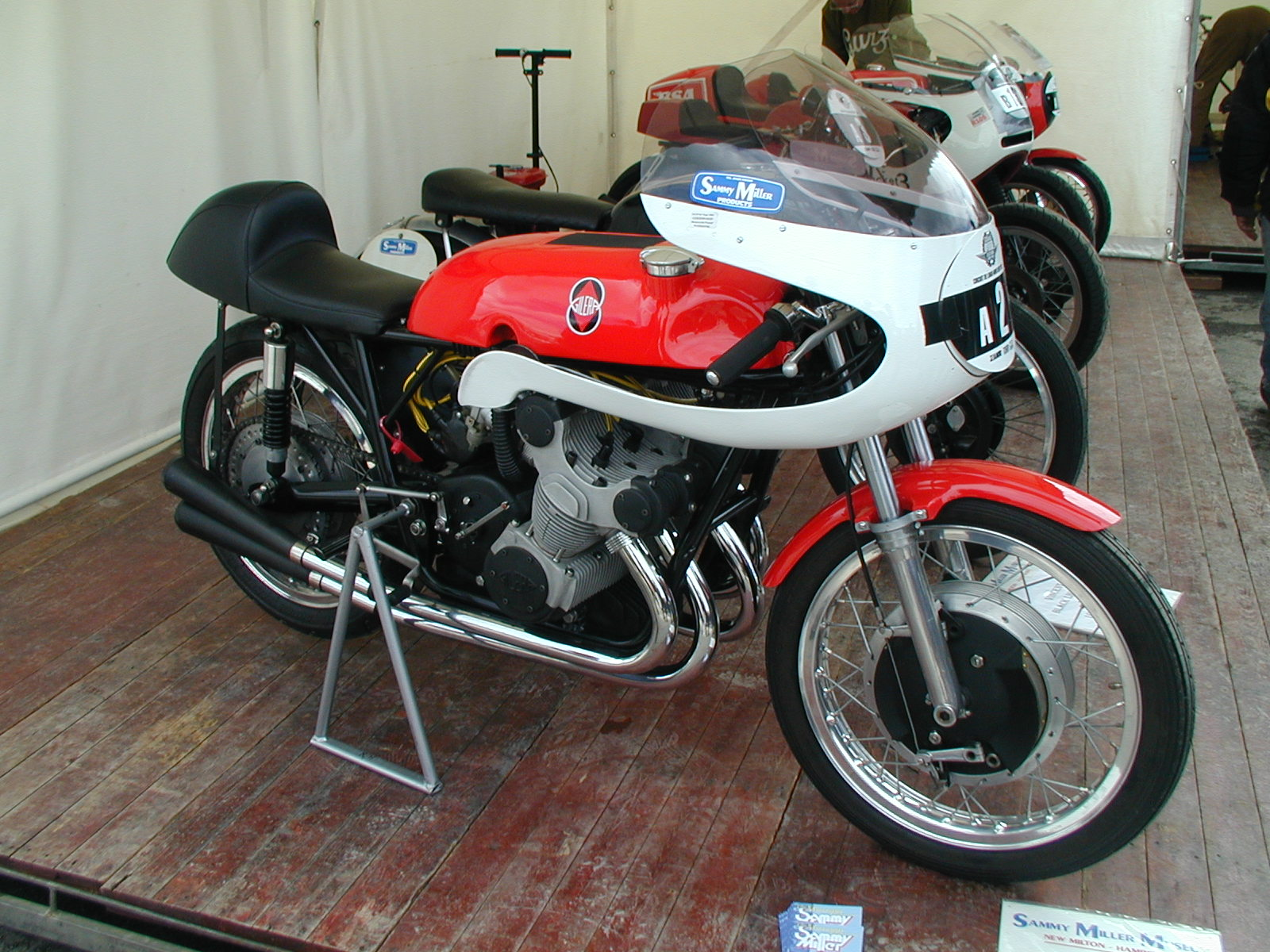
La Gilera 4 que pilotà Geoff Duke el 1957
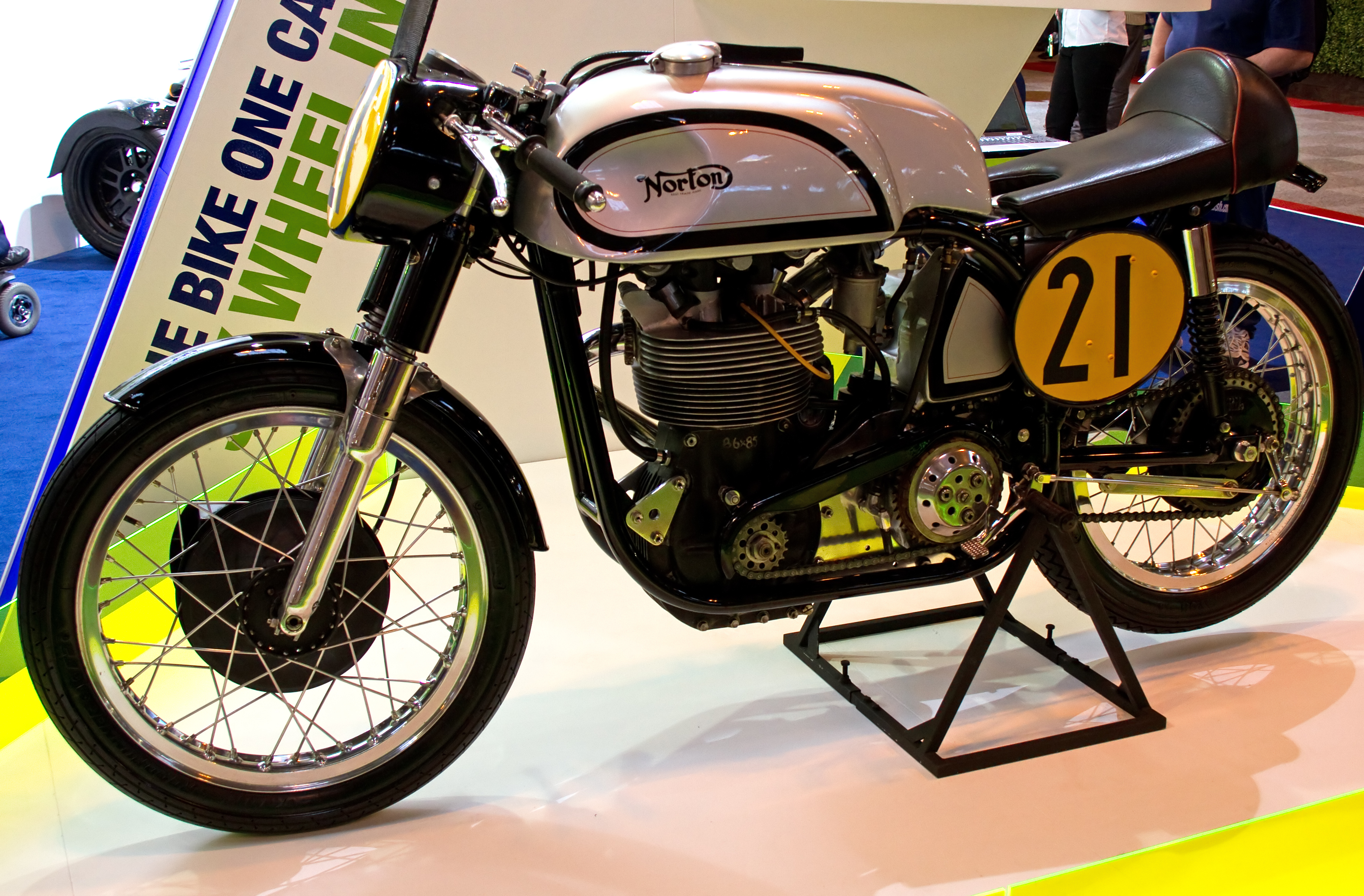
Norton Manx 30M de 1959
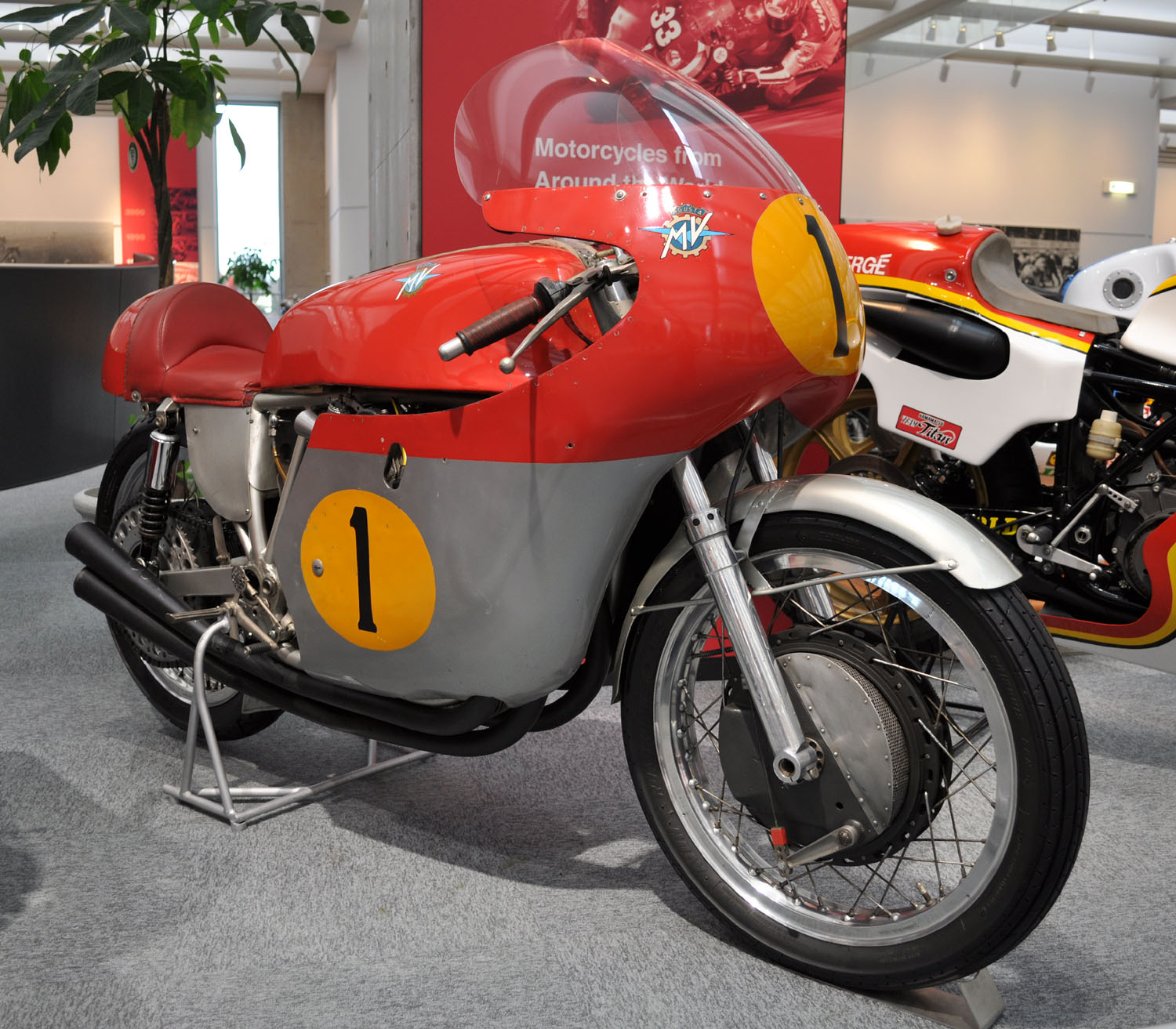
La MV Agusta 500-4 que pilotà Mike Hailwood el 1965
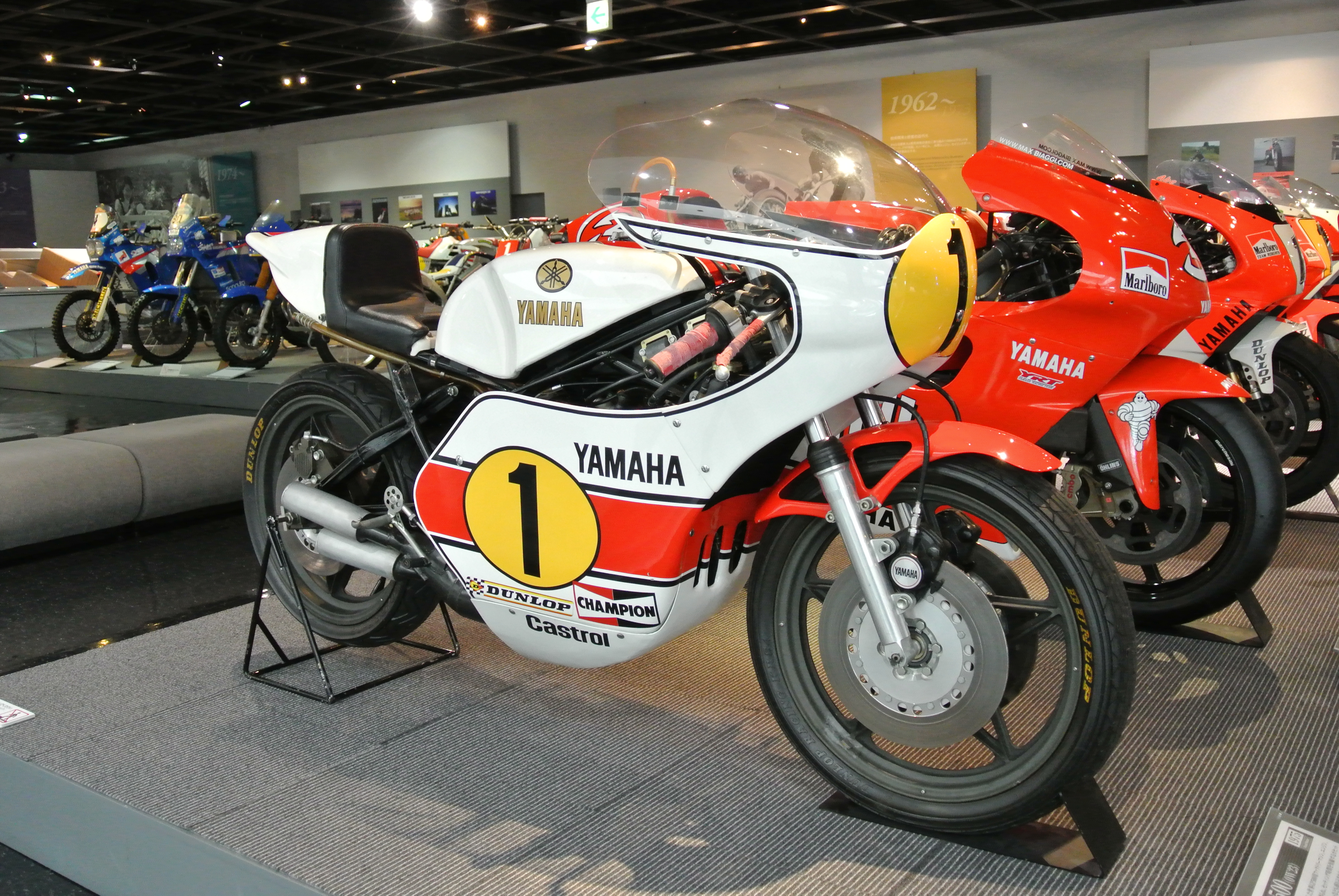
La Yamaha YZR500 OW23 que pilotà Giacomo Agostini el 1975
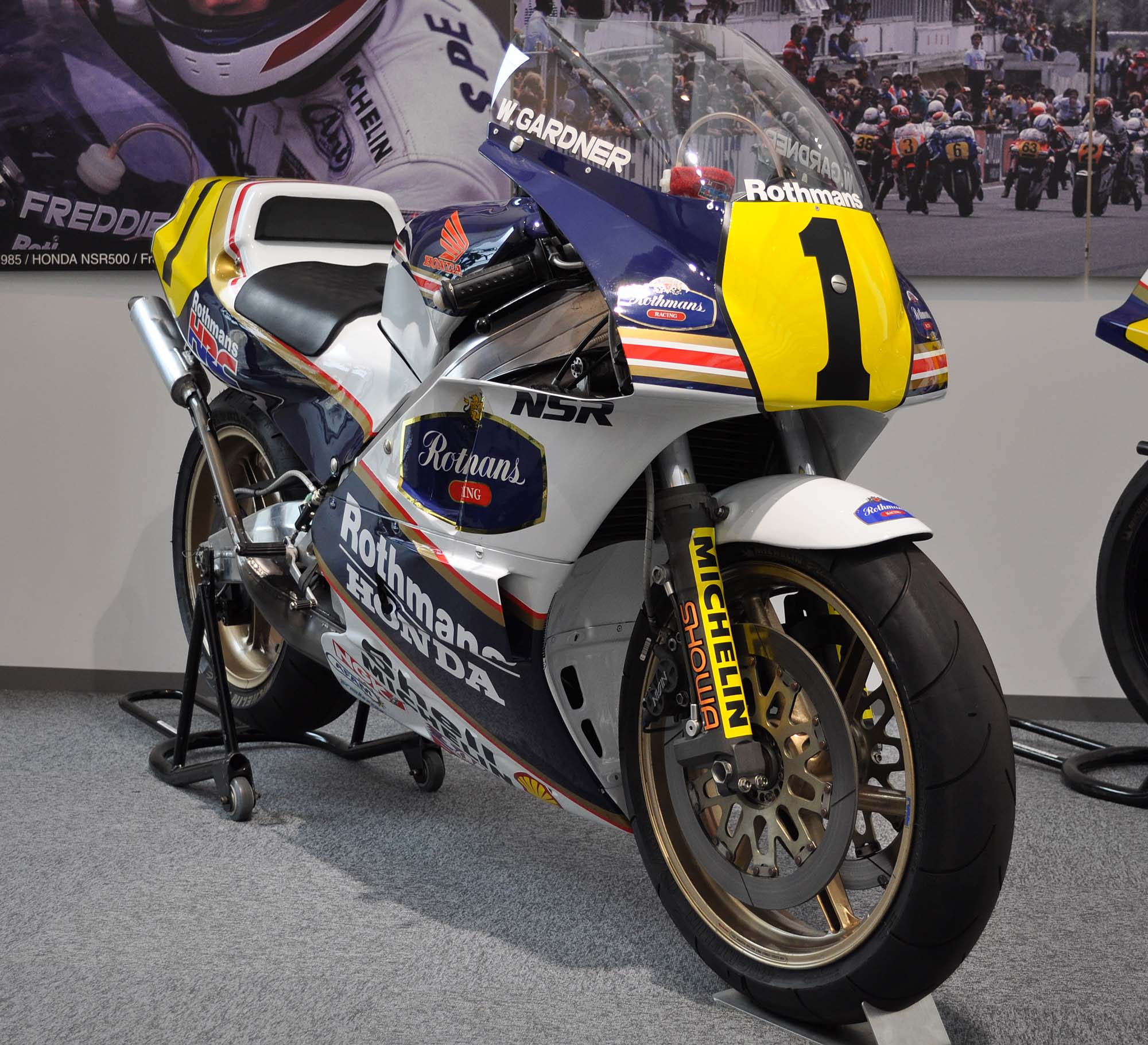
L'Honda NSR500 que pilotà Wayne Gardner el 1988

## Llista de campions
| Edició  | Any  | Pilot             | Motocicleta |
| ------- | ---- | ----------------- | ----------- |
| I       | 1949 | Leslie Graham     | AJS         |
| II      | 1950 | Umberto Masetti   | Gilera      |
| III     | 1951 | Geoff Duke        | Norton      |
| IV      | 1952 | Umberto Masetti   | Gilera      |
| V       | 1953 | Geoff Duke        | Gilera      |
| VI      | 1954 | Geoff Duke        | Gilera      |
| VII     | 1955 | Geoff Duke        | Gilera      |
| VIII    | 1956 | John Surtees      | MV Agusta   |
| IX      | 1957 | Libero Liberati   | Gilera      |
| X       | 1958 | John Surtees      | MV Agusta   |
| XI      | 1959 | John Surtees      | MV Agusta   |
| XII     | 1960 | John Surtees      | MV Agusta   |
| XIII    | 1961 | Gary Hocking      | MV Agusta   |
| XIV     | 1962 | Mike Hailwood     | MV Agusta   |
| XV      | 1963 | Mike Hailwood     | MV Agusta   |
| XVI     | 1964 | Mike Hailwood     | MV Agusta   |
| XVII    | 1965 | Mike Hailwood     | MV Agusta   |
| XVIII   | 1966 | Giacomo Agostini  | MV Agusta   |
| XIX     | 1967 | Giacomo Agostini  | MV Agusta   |
| XX      | 1968 | Giacomo Agostini  | MV Agusta   |
| XXI     | 1969 | Giacomo Agostini  | MV Agusta   |
| XXII    | 1970 | Giacomo Agostini  | MV Agusta   |
| XXIII   | 1971 | Giacomo Agostini  | MV Agusta   |
| XXIV    | 1972 | Giacomo Agostini  | MV Agusta   |
| XXV     | 1973 | Phil Read         | MV Agusta   |
| XXVI    | 1974 | Phil Read         | MV Agusta   |
| XXVII   | 1975 | Giacomo Agostini  | Yamaha      |
| XXVIII  | 1976 | Barry Sheene      | Suzuki      |
| XXIX    | 1977 | Barry Sheene      | Suzuki      |
| XXX     | 1978 | Kenny Roberts     | Yamaha      |
| XXXI    | 1979 | Kenny Roberts     | Yamaha      |
| XXXII   | 1980 | Kenny Roberts     | Yamaha      |
| XXXIII  | 1981 | Marco Lucchinelli | Suzuki      |
| XXXIV   | 1982 | Franco Uncini     | Suzuki      |
| XXXV    | 1983 | Freddie Spencer   | Honda       |
| XXXVI   | 1984 | Eddie Lawson      | Yamaha      |
| XXXVII  | 1985 | Freddie Spencer   | Honda       |
| XXXVIII | 1986 | Eddie Lawson      | Yamaha      |
| XXXIX   | 1987 | Wayne Gardner     | Honda       |
| XL      | 1988 | Eddie Lawson      | Yamaha      |
| XLI     | 1989 | Eddie Lawson      | Honda       |
| XLII    | 1990 | Wayne Rainey      | Yamaha      |
| XLIII   | 1991 | Wayne Rainey      | Yamaha      |
| XLIV    | 1992 | Wayne Rainey      | Yamaha      |
| XLV     | 1993 | Kevin Schwantz    | Suzuki      |
| XLVI    | 1994 | Mick Doohan       | Honda       |
| XLVII   | 1995 | Mick Doohan       | Honda       |
| XLVIII  | 1996 | Mick Doohan       | Honda       |
| XLIX    | 1997 | Mick Doohan       | Honda       |
| L       | 1998 | Mick Doohan       | Honda       |
| LI      | 1999 | Àlex Crivillé     | Honda       |
| LII     | 2000 | Kenny Roberts Jr  | Suzuki      |
| LIII    | 2001 | Valentino Rossi   | Honda       |

## Estadístiques

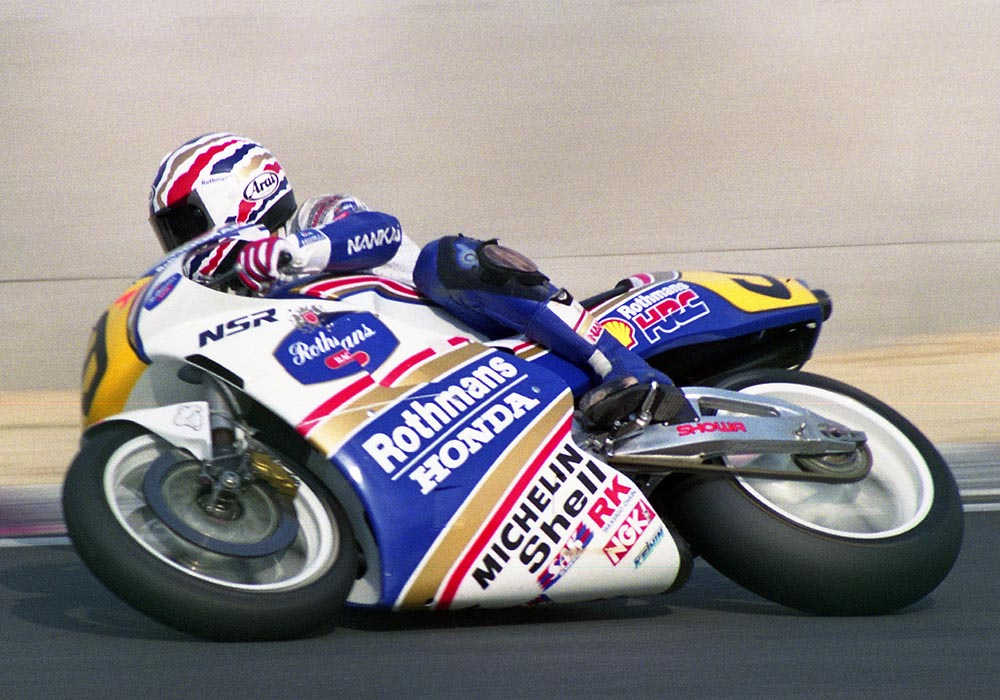
Mick Doohan amb l'Honda NSR500 el 1990

El pilot més titulat d'aquesta categoria és Giacomo Agostini, amb vuit campionats mundials guanyats, seguit per Mick Doohan amb 5 i per Geoff Duke, Mike Hailwood, Eddie Lawson i John Surtees, amb 4 campionats cadascun.
Pel que fa a la distribució dels 53 títols de fabricants atorgats a la classe de 500 cc, la marca amb més èxit és MV Agusta, que n'ha guanyat 16, seguida per Honda amb 13 i Yamaha amb 9. Entre les marques campiones del món també hi ha Suzuki (7 títols), Gilera (5 títols), Norton (2 títols) i AJS amb un sol títol (el primer, el 1949).
En total es van disputar 580 Grans Premis de 500cc, i els pilots amb el major nombre de victòries individuals són Agostini amb 68, Doohan amb 54 i Hailwood amb 37. Pel que fa als fabricants, les tres primeres posicions estan ocupades per Honda amb 156 victòries, seguida de MV Agusta amb 139 i Yamaha amb 120.

### Campions múltiples
| Pilot            | Títols |
| ---------------- | ------ |
| Giacomo Agostini | 8      |
| Mick Doohan      | 5      |
| Mike Hailwood    | 4      |
| Eddie Lawson     | 4      |
| John Surtees     | 4      |
| Geoff Duke       | 4      |
| Kenny Roberts    | 3      |
| Wayne Rainey     | 3      |
| Freddie Spencer  | 2      |
| Phil Read        | 2      |
| Barry Sheene     | 2      |
| Umberto Masetti  | 2      |

### Títols per nacionalitat
| País         | Total |
| ------------ | ----- |
| Regne Unit   | 17    |
| Itàlia       | 14    |
| Estats Units | 14    |
| Austràlia    | 6     |
| Catalunya    | 1     |
| Rhodèsia     | 1     |
| Total        | 53    |